# 鼠肉串

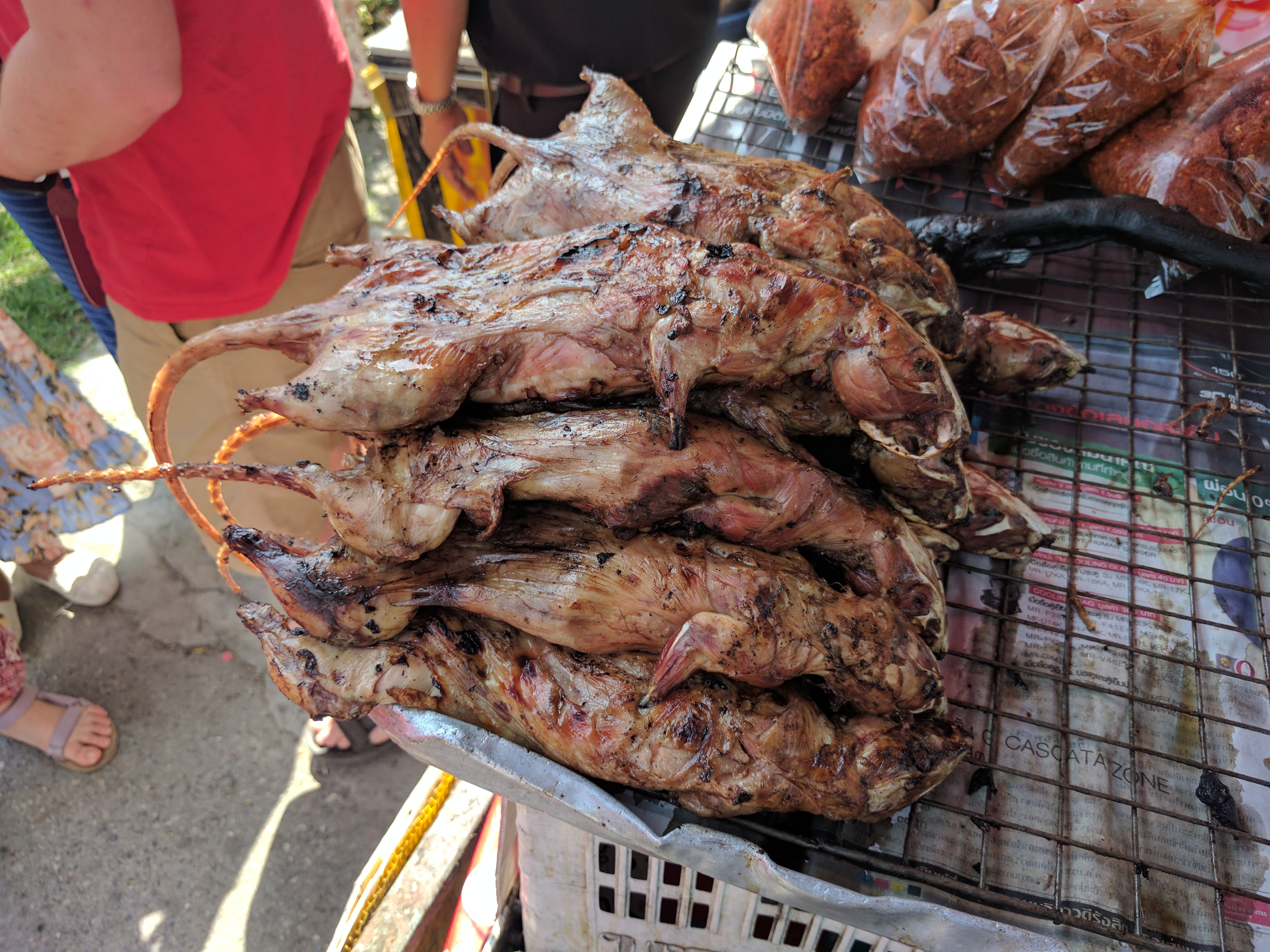
泰国素攀武里附近出售的鼠肉串

鼠肉串，是将烤老鼠串在棍子或竹籤上食用的一种小吃，在泰国和越南很常见。 在烘烤之前，通常要先剥老鼠皮、洗净，然后开膛破肚取出内脏，再进行烘烤。

## 食用地区
越南南部、印度东北部  和泰国的一些人认为这是一种美味佳肴。近年来，它在这些国家的知名度不断提高。  在这里，它也是经常出现的街头小吃。鼠肉串有时也会在一些粤菜中出现。 

## 材料来源
据BBC报道，用于制作鼠肉串的老鼠是野生的，由专业人员用陷阱捕获。 

## 在流行文化中
美国电视真人秀节目《幸存者》中出现了鼠肉串。
2019年3月14日，越南鼠肉登上了《国家地理》杂志。 
在电影《超级战警》中，西尔维斯特·史泰龙饰演的角色无意中点了一份由鼠肉制成的汉堡包。

## 延伸阅读
- Lyons, Rob. . Metro. April 24, 2014  [July 7, 2017]. （原始内容存档于2024-06-08）.
- Denton, Oliver. . Metro. July 31, 2013  [July 7, 2017].